# Liga dos Campeões Feminina da UEFA
A Liga dos Campeões Feminina (em inglês: UEFA Women's Champions League) é a única competição de futebol para equipes femininas da UEFA.
A competição foi disputada pela primeira vez em 2001–02 sob o nome de Taça UEFA Feminina (em inglês: UEFA Women's Cup) e renomeada como Liga dos Campeões para a edição 2009–2010. As mudanças mais significativas em 2009 foram a inclusão de segundos classificados dos oito países mais bem classificados, uma final única, em oposição às finais em dois jogos dos anos anteriores, e — até 2018 — jogar a final na mesma cidade que a final masculina da Liga dos Campeões. Na temporada 2021–22, a competição passou a incluir uma fase de grupos pela primeira vez na era da Liga dos Campeões Feminina.
O Lyon é o clube de maior sucesso na história da competição, conquistando o título oito vezes, incluindo cinco títulos consecutivos de 2016 a 2020. O Arsenal é o atual campeão, tendo derrotado o Barcelona em 2025.
Em 2023, a UEFA anunciou que a Liga dos Campeões Feminina passaria por mudanças a partir da temporada 2025–26, passando a contar com uma fase de liga com 18 times, onde cada equipe faria três jogos em casa e três fora, seguida por rodadas de mata-mata.

## História
Em 23 de maio de 2000, o Comitê Executivo da UEFA aceitou a proposta de realizar uma competição europeia de clubes feminina, dando origem à Taça UEFA Feminina. Após a nona temporada, em 11 de dezembro de 2008, a UEFA anunciou que a partir da temporada 2009–10 a competição seria renomeada, adotando o nome Liga dos Campeões Feminina.
Além da renomeação, foram efetuadas alterações na lista de acesso, passando a incluir os vice-campeões das ligas melhor classificadas no ranking, bem como garantindo uma vaga para o campeão europeu da temporada anterior, caso não se qualificasse através do campeonato nacional. Também foi estabelecido que a final única aconteceria na mesma cidade que a competição masculina, a Liga dos Campeões da UEFA, o que ocorreu até 2018.

## Estrutura
Em 4 de dezembro de 2019, foi anunciado um novo formato que entraria em vigor a partir da temporada 2021–22. As seis melhores associações inscreveram três equipes cada, enquanto as associações classificadas de 7 a 16 inscreveram duas equipes, e as associações restantes inscreveram uma equipe cada. A competição foi reestruturada para se assemelhar mais ao formato da Liga dos Campeões masculina, com uma fase de grupos de rodízio duplo e dois caminhos de eliminação (um para os campeões e outro para os não-campeões) para equipes que não se classificarem automaticamente para a fase de grupos. Além disso, a UEFA centralizou os direitos de transmissão a partir da fase de grupos.
- A qualificação ocorre em duas etapas: uma primeira rodada de mini-torneios com 3 ou 4 equipes, onde as partidas são eliminatórias simples, e uma segunda etapa de jogos em ida e volta. Cada uma dessas etapas é dividida em dois caminhos simultâneos com base na forma como as equipes se classificaram:
  - O caminho dos Campeões inclui os campeões das federações classificadas entre 8º e 50º lugar. Sete equipes avançam.
  - O caminho da Liga é composto pelos segundos classificados das 16 principais associações e pelos terceiros colocados das 6 principais associações. Cinco equipes avançam.

- A fase de grupos conta com quatro equipes qualificadas diretamente: as atuais campeãs da Liga e os campeões das três principais associações. É disputada em quatro grupos de quatro equipes, com as duas melhores equipes de cada grupo avançando para as quartas de final em jogos de ida e volta

Para a temporada 2025–26, um novo formato entrará em vigor. As sete melhores associações inscrevem três equipes cada, enquanto as associações classificadas de 8º a 17º inscrevem duas equipes, e as associações restantes inscrevem uma equipe cada. A competição foi reestruturada para se assemelhar mais ao formato da Liga dos Campeões masculina, com uma "fase de liga" adotando o sistema suíço, composta por seis jogos contra seis adversários diferentes (três em casa e três fora), e dois caminhos (um para os campeões e outro para os não-campeões) para equipes que não se classificarem automaticamente para a fase de liga.
- A qualificação ocorre em dois caminhos distintos, compreendendo até três rodadas cada.
  - O caminho dos Campeões é composto pelos campeões nacionais das federações classificadas em sétimo lugar ou abaixo, juntamente com o segundo colocado da temporada anterior, avançando 4 equipes para a fase da liga. A fase preliminar e a primeira fase são realizadas como uma série de mini-torneios de quatro equipes, enquanto a segunda fase é disputada em confrontos de duas mãos.
  - O caminho da Liga engloba os vice-campeões nacionais das associações classificadas do quarto ao décimo sétimo lugar, assim como os terceiros colocados nacionais das associações classificadas do primeiro ao sétimo lugar. A primeira rodada é disputada em mini-torneios de quatro equipes, enquanto a segunda rodada acontece em confrontos de duas mãos.
  - Os perdedores dos confrontos da segunda fase, bem como os vice-campeões e terceiros colocados nos mini-torneios da primeira fase, serão transferidos para uma segunda competição ainda sem nome, enquanto os quartos colocados nos mini-torneios da primeira fase e todos os perdedores dos mini-torneios da fase preliminar serão eliminados.
- A fase da Liga conta com nove equipes qualificadas diretamente: os campeões em título, os campeões nacionais das federações classificadas em sexto lugar ou superior, além dos vice-campeões nacionais das duas principais federações.
  - As quatro melhores equipes da fase da Liga avançarão para as quartas de final, enquanto as equipes classificadas do quinto ao décimo segundo lugar se qualificarão para a fase eliminatória do play-off. As seis equipes restantes são eliminadas.

## Premiação
Um prêmio em dinheiro foi concedido pela primeira vez em 2010, quando ambos os finalistas receberam uma quantia em dinheiro. Em 2011, os pagamentos foram estendidos aos semifinalistas e aos times que foram eliminados nas quartas de final. Nos primeiros anos, algumas equipes reclamavam do valor, que não cobria os custos de algumas viagens mais longas. A Liga dos Campeões Feminina de 2021–22 introduziu uma fase de grupos com 16 equipes na competição e, com ela, um conjunto ampliado de prêmios no valor total de € 24 milhões. Desse montante, € 5,6 milhões (23%) seriam destinados a pagamentos de solidariedade a clubes não participantes dos países envolvidos, com o objetivo de fornecer financiamento para o desenvolvimento. € 7 milhões (29%) seriam reservados para as fases preliminares, incluindo subsídios de viagem para clubes que precisam viajar longas distâncias, e os restantes € 11,5 milhões seriam destinados aos clubes que alcançassem a fase de grupos e além.
Para a fase principal da competição, a UEFA anunciou que cada participante da fase de grupos receberia um mínimo de 400.000 euros, o que representa cerca de cinco vezes mais do que os participantes dos oitavos de final receberam nas edições anteriores. O vencedor do torneio pode ganhar até 1,4 milhões de euros, dependendo dos resultados na fase de grupos. A partir da temporada 2023–24, a estrutura de premiação em dinheiro para a competição propriamente dita é a seguinte:
- Alocação base de € 400.000 para cada equipe da fase de grupos.
- € 50.000 por vitória na fase de grupos e € 17.000 por empate.
- Bônus de € 20.000 por vencer o grupo.
- € 160.000 para a qualificação para os quartos-de-final.
- € 180.000 para qualificação para as meias-finais.
- € 200.000 para o segundo classificado.
- € 350.000 para a equipe vencedora.

Esses valores são adicionados ao que as equipes podem receber por sua participação nas rodadas de qualificação, e os prêmios de cada etapa são cumulativos. Esses valores permanecem os mesmos das competições de 2021–22 e 2022–23. Após a conclusão da fase de grupos, alguns valores adicionais mantidos em reserva podem ser distribuídos, dependendo do desempenho financeiro da competição e da quantidade de jogos empatados na fase de grupos.

## Patrocínio
Até o ciclo 2015–18, a Liga dos Campeões Feminina costumava compartilhar os mesmos patrocinadores da Liga dos Campeões Masculina. No entanto, desde 2018, as competições de futebol feminino, incluindo a Liga, têm patrocinadores separados. A UEFA centralizou os direitos de transmissão: durante a fase de grupos, apenas alguns ativos e a bola oficial são centralizados, enquanto nas eliminatórias, a UEFA começou a permitir apenas alguns patrocinadores de clubes, juntamente com os patrocinadores oficiais.
A partir de 2024, os patrocinadores oficiais são:
- Adidas[17]
- Amazon[18]
- EA Sports FC[19]
- Euronics[20]
- Grifols[21]
- Heineken[22]
- Hublot[23]
- Just Eat Takeaway[24]
- PepsiCo[25]
- Playstation[26]
- Visa[27]

## Campeões

### Por equipe
| Clubes              | Títulos                                                                     | Vices                                   |
| ------------------- | --------------------------------------------------------------------------- | --------------------------------------- |
| Lyon                | 8 (2010—11, 2011—12, 2015—16, 2016—17, 2017—18, 2018—19, 2019—20, 2021—22), | 2 (2009—10 e 2012—13)                   |
| Frankfurt           | 4 (2001—02, 2005—06, 2007—08 e 2014—15)                                     | 2 (2003—04 e 2011—12)                   |
| Barcelona           | 3 (2020—21, 2022—23 e 2023—24)                                              | 3 (2018—19, 2021—22 e 2024—25)          |
| Wolfsburg           | 2 (2012—13 e 2013—14)                                                       | 4 (2015—16, 2017—18, 2019—20 e 2022—23) |
| Umeå IK             | 2 (2002—03 e 2003—04)                                                       | 3 (2001—02, 2006—07 e 2007—08)          |
| Turbine Potsdam     | 2 (2004—05 e 2009—10)                                                       | 2 (2005—06 e 2010—11)                   |
| Arsenal             | 2 (2006—07 e 2024—25)                                                       | 0                                       |
| Duisburg            | 1 (2008—09)                                                                 | 0                                       |
| Paris Saint-Germain | 0                                                                           | 2 (2014—15 e 2016—17)                   |
| Fortuna Hjørring    | 0                                                                           | 1 (2002—03)                             |
| Djurgårdens         | 0                                                                           | 1 (2004—05)                             |
| Zvezda Perm         | 0                                                                           | 1 (2008—09)                             |
| Tyresö              | 0                                                                           | 1 (2013—14)                             |
| Chelsea             | 0                                                                           | 1 (2020—21)                             |

### Por país

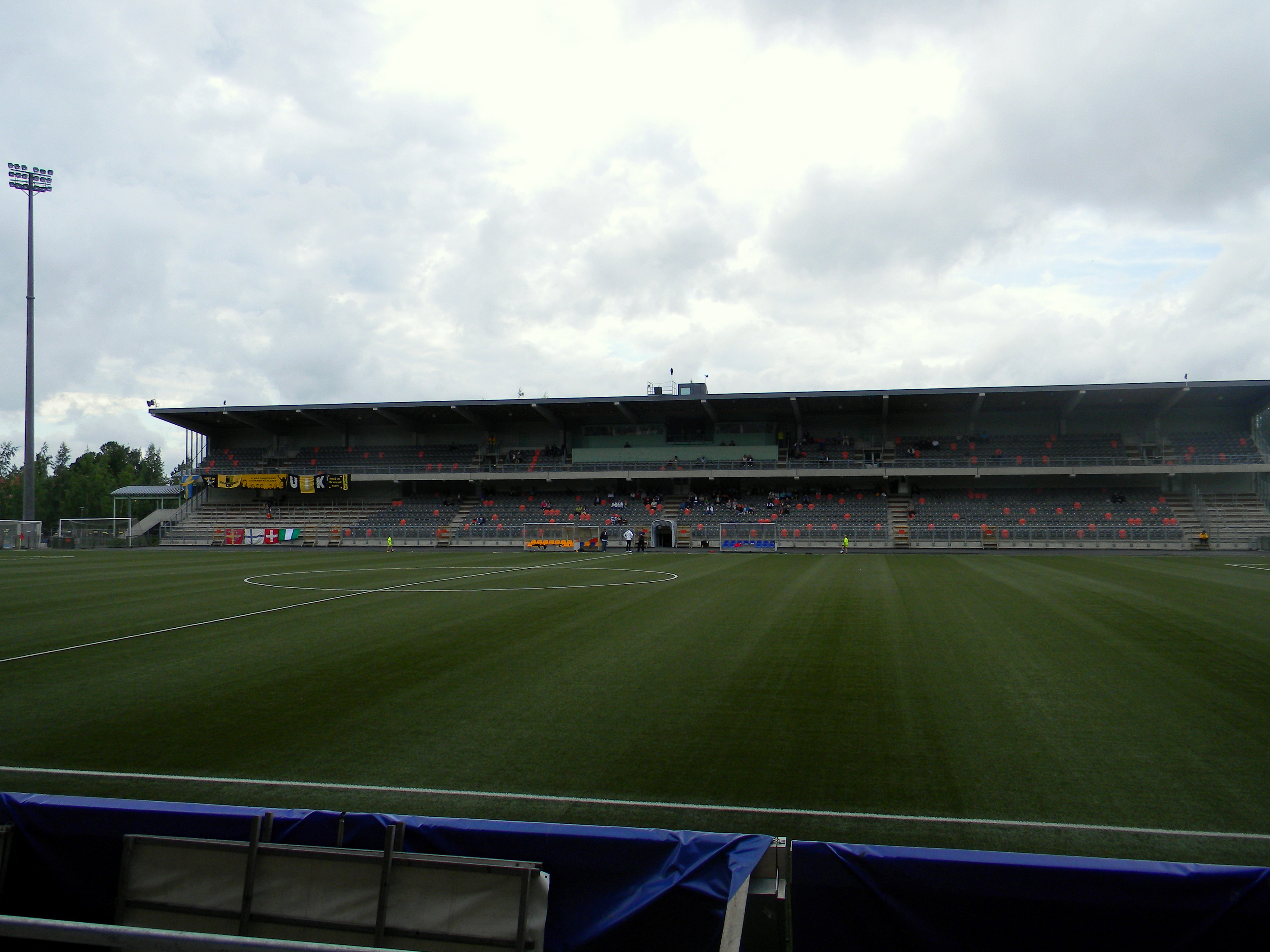
O Estádio de Gammliavallen é o estádio que mais vezes recebeu a final da Liga dos Campeões de Futebol Feminino da UEFA.

| País       | Títulos | Vices | Clube(s) Campeões |
| ---------- | ------- | ----- | ----------------- |
| Alemanha   | 9       | 8     | 4                 |
| França     | 8       | 5     | 1                 |
| Espanha    | 3       | 3     | 1                 |
| Suécia     | 2       | 5     | 1                 |
| Inglaterra | 2       | 1     | 1                 |
| Dinamarca  | 0       | 1     | 0                 |
| Rússia     | 0       | 1     | 0                 |

## Sede das finais

### Por país
| País          | Finais | Cidades                                                            |
| ------------- | ------ | ------------------------------------------------------------------ |
| Alemanha      | 9      | Frankfurt (4), Potsdam (2), Berlim (1), Duisburgo (1), Munique (1) |
| Suécia        | 6      | Umeå (3), Estocolmo (2), Gotemburgo (1)                            |
| Inglaterra    | 3      | Londres (2), Borehamwood (1)                                       |
| Espanha       | 2      | Getafe (1), San Sebastián (1)                                      |
| Itália        | 2      | Régio da Emília (1), Turim (1)                                     |
| Dinamarca     | 1      | Hjørring (1)                                                       |
| Hungria       | 1      | Budapeste (1)                                                      |
| País de Gales | 1      | Cardiff (1)                                                        |
| Países Baixos | 1      | Eindhoven (1)                                                      |
| Portugal      | 1      | Lisboa (1)                                                         |
| Rússia        | 1      | Cazã (1)                                                           |
| Ucrânia       | 1      | Kiev (1)                                                           |

### Por estádio
| Estádio                             | Finais | Anos                      |
| ----------------------------------- | ------ | ------------------------- |
| Estádio de Gammliavallen            | 3      | 2002—03, 2006—07, 2007—08 |
| Estádio de Bornheimer Hang          | 2      | 2003—04, 2005–06          |
| Karl Liebknecht Stadium             | 2      | 2004–05, 2005–06          |
| Waldstadion                         | 2      | 2001—02, 2007—08          |
| Hjørring Stadium                    | 1      | 2002—03                   |
| Estádio Råsunda                     | 1      | 2003–04                   |
| Estádio Olímpico de Estocolmo       | 1      | 2004—05                   |
| Meadow Park                         | 1      | 2006—07                   |
| Estádio Central de Cazã             | 1      | 2008—09                   |
| Coliseum Alfonso Pérez              | 1      | 2009—10                   |
| Craven Cottage                      | 1      | 2010—11                   |
| Estádio Olímpico de Munique         | 1      | 2011—12                   |
| Stamford Bridge                     | 1      | 2012—13                   |
| Estádio do Restelo                  | 1      | 2013—14                   |
| Friedrich Ludwig Jahn Sportpark     | 1      | 2014—15                   |
| Mapei Stadium – Città del Tricolore | 1      | 2015—16                   |
| Cardiff City Stadium                | 1      | 2016—17                   |
| Valeriy Lobanovskyi Dynamo Stadium  | 1      | 2017—18                   |
| Groupama Arena                      | 1      | 2018—19                   |
| Estádio Anoeta                      | 1      | 2019—20                   |
| Estádio Gamla Ullevi                | 1      | 2020—21                   |
| Juventus Stadium                    | 1      | 2021—22                   |
| Philips Stadion                     | 1      | 2022—23                   |

## Artilharia
| Edição  | Jogador                       | Clube(s)          | Gols |
| ------- | ----------------------------- | ----------------- | ---- |
| 2001–02 | Steffi Jones                  | Frankfurt         | 9    |
| 2002–03 | Hanna Ljungberg               | Umeå IK           | 10   |
| 2003–04 | Chiara Gazzoli                | Foroni Verona     | 10   |
| 2004–05 | Conny Pohlers                 | Turbine Potsdam   | 6    |
| 2005–06 | Conny Pohlers                 | Turbine Potsdam   | 8    |
| 2006–07 | Hanna Ljungberg               | Umeå IK           | 7    |
| 2007–08 | Marta                         | Umeå IK           | 5    |
| 2007–08 | Conny Pohlers                 | Frankfurt         | 5    |
| 2008–09 | Inka Grings                   | Duisburg          | 7    |
| 2009–10 | Vanessa Bürki                 | Bayern de Munique | 11   |
| 2010–11 | Inka Grings                   | Duisburg          | 13   |
| 2011–12 | Eugénie Le Sommer             | Lyon              | 9    |
| 2011–12 | Camille Abily                 | Lyon              | 9    |
| 2012–13 | Conny Pohlers                 | Wolfsburg         | 8    |
| 2012–13 | Patrizia Panico               | Torres Calcio     | 8    |
| 2013–14 | Martina Müller                | Wolfsburg         | 11   |
| 2014–15 | Célia Šašić                   | Frankfurt         | 14   |
| 2015–16 | Ada Hegerberg                 | Lyon              | 13   |
| 2016–17 | Zsanett Jakabfi               | Wolfsburg         | 8    |
| 2016–17 | Vivianne Miedema              | Bayern de Munique | 8    |
| 2017–18 | Ada Hegerberg                 | Lyon              | 15   |
| 2018–19 | Pernille Harder               | Wolfsburg         | 8    |
| 2019–20 | Vivianne Miedema              | Arsenal           | 10   |
| 2019–20 | Emueje Ogbiagbevha            | FC Minsk          | 10   |
| 2019–20 | Berglind Björg Þorvaldsdóttir | Breiðablik        | 10   |
| 2020–21 | Jennifer Hermoso              | Barcelona         | 6    |
| 2020–21 | Fran Kirby                    | Chelsea           | 6    |
| 2021–22 | Alexia Puttelas               | Barcelona         | 11   |
| 2022–23 | Ewa Pajor                     | Wolfsburg         | 9    |
| 2023–24 | Kadidiatou Diani              | Lyon              | 8    |

Artilheiras (português brasileiro) ou Goleadoras (português europeu)
Estas são as 10 maiores artilheiras da história da Liga dos Campeões Feminina:
Em negrito as jogadoras ativas na competição na temporada 2023–24.
| Jogadora          | País       | Gols | Clube(s)                                                      |
| ----------------- | ---------- | ---- | ------------------------------------------------------------- |
| Ada Hegerberg     | Noruega    | 64   | Stabæk Fotball, Turbine Potsdam, Lyon                         |
| Anja Mittag       | Alemanha   | 51   | Turbine Potsdam, FC Rosengård, Wolfsburg, Paris Saint-Germain |
| Eugénie Le Sommer | França     | 48   | Lyon                                                          |
| Conny Pohlers     | Alemanha   | 48   | Turbine Potsdam, Frankfurt, Wolfsburg                         |
| Marta             | Brasil     | 46   | Umeå IK, Tyresö, FC Rosengård                                 |
| Camille Abily     | França     | 43   | Montpellier, Lyon                                             |
| Kim Little        | Inglaterra | 42   | Hibernian Football Club Arsenal                               |
| Lotta Schelin     | Suécia     | 42   | Lyon, FC Rosengård                                            |
| Nina Burger       | Áustria    | 40   | SV Neulengbach                                                |
| Hanna Ljungberg   | Suécia     | 39   | Umeå IK                                                       |

## Transmissão

### Global
Em junho de 2021, a UEFA anunciou um acordo com o DAZN e o YouTube para a transmissão da Liga dos Campeões Feminina. O contrato, iniciado a partir da temporada 2021–22, prevê que todas as 61 partidas do torneio sejam transmitidas ao vivo no serviço de streaming e no canal da plataforma no YouTube para o mundo inteiro. Entretanto, na temporada de 2023–24 até 2024–25, as partidas continuarão a ser transmitidas ao vivo no DAZN, mas apenas 19 delas serão disponibilizadas gratuitamente no canal do YouTube. O contrato não engloba alguns países do Oriente Médio e do Norte Africano, onde o campeonato é exibido pela BeIN Sports.

### No Brasil
Até a temporada 2020–21, a ESPN Brasil transmitiu a grande final da competição. Na edição de 2019–20, o canal também transmitiu todos os jogos das quartas de final e semifinal do torneio. Em 2024, a TNT Sports passou a transmitir a competição por meio de um sublicenciamento do DAZN.